# 99 Pułk Piechoty (austro-węgierski)

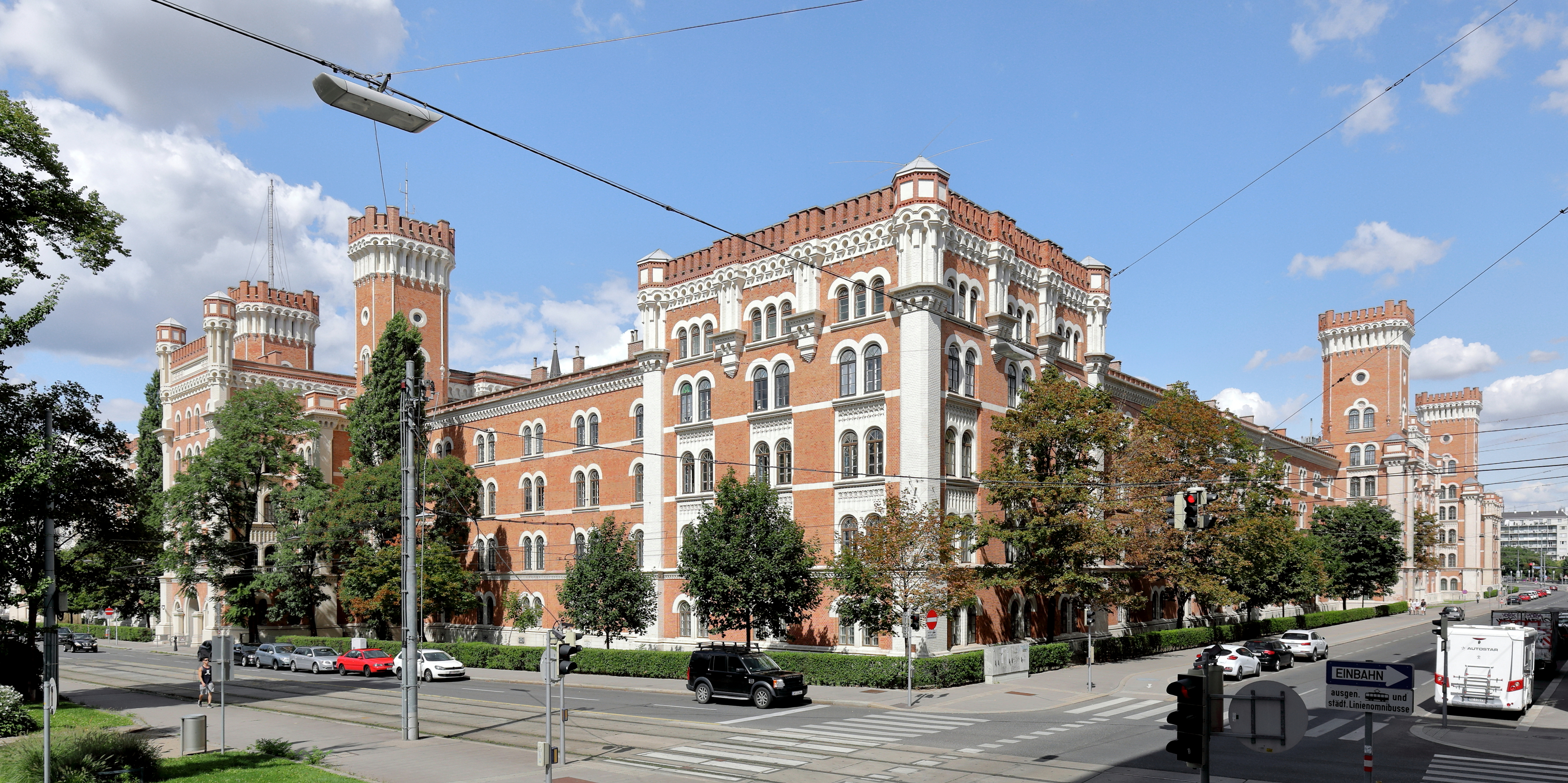
Koszary pułku w Wiedniu

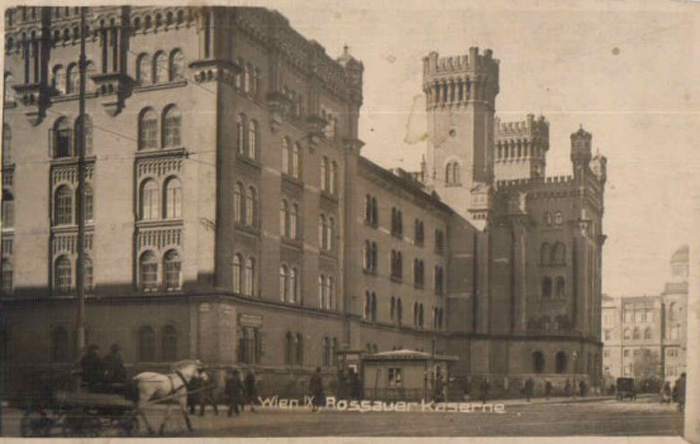
Koszary pułku w Wiedniu

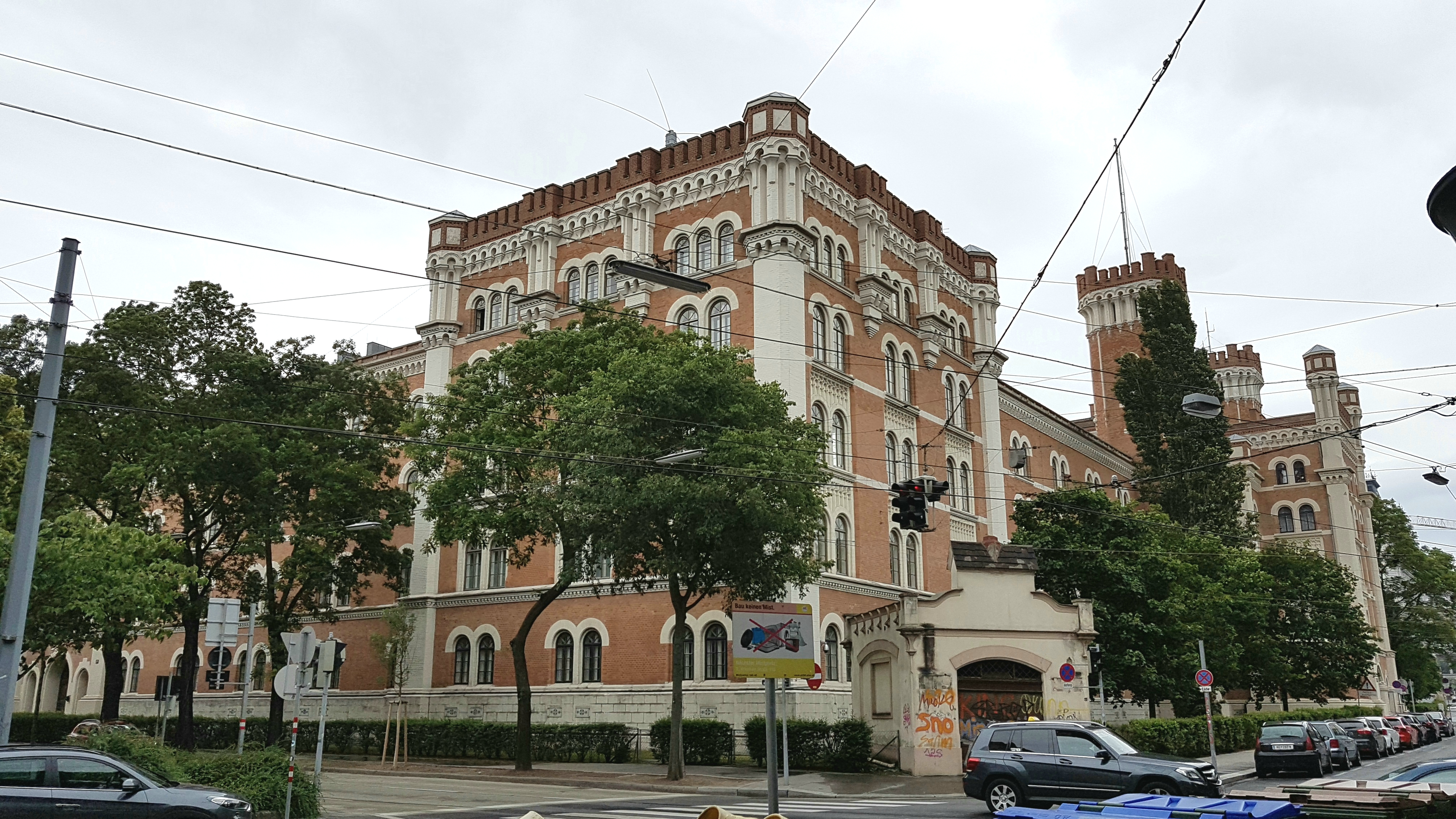
Koszary pułku w Wiedniu

Morawski Pułk Piechoty Nr 99 – pułk piechoty cesarskiej i królewskiej Armii. 

## Historia pułku
Pułk został utworzony 1 stycznia 1883 roku z połączenia czterech batalionów wydzielonych przez pułki piechoty nr: 19, 44, 48 i 52. W tym samym roku komenda pułku mieściła się w klasztorze Louka.
W latach 1883–1913 szefem pułku był król Grecji Jerzy I.
Kolory pułkowe: żółty siarkowy (niem. schwefelgelb), guziki złote. Skład narodowościowy w 1914 roku 37%  – Czesi, 60% – Niemcy.
Okręg uzupełnień – Znojmo (niem. Znaim).
W latach 1889–1893 komenda pułku oraz 1. i 3. bataliony stacjonowały w Igławie (niem. Iglau), 2. batalion w Znojmie, a 4. batalion w Brnie (niem. Brünn). W 1893 roku pułk (bez 2. batalionu) został przeniesiony do koszar w byłym klasztorze Louka (niem. Klosterbruck), natomiast 2. batalion pozostał z Znaimiu. W 1894 roku 2. batalion przeniósł się do Klosterbruck, a 3. batalion zajął jego miejsce w Znaimiu. W 1897 roku cały pułk znalazł się w obrębie jednego garnizonu, który otrzymał niemiecką nazwę „Znaim-Klosterbruck”. W 1907 roku komenda pułku razem z 2. i 4. batalionem została przeniesiona do Wiednia. W garnizonie Znaim-Klosterbruck pozostał 3. batalion, natomiast 1. batalion został przeniesiony do Sarajewa i włączony w skład 8 Brygady Górskiej.
W 1908 roku 1. batalion został przeniesiony do Foča. W 1910 roku powrócił do Sarajewa i został włączony do 9 Brygady Górskiej. W 1912 roku 1. batalion dołączył do pułku w Wiedniu. Komenda pułku mieściła się w IX dzielnicy Wiednia, w koszarach Rossauer Kaserne przy Schlickplatz 6.
W latach 1891–1914 pułk wchodził w skład 7 Brygady Piechoty należącej do 4 Dywizji Piechoty, która z kolei wchodziła w skład II Korpusu.
W czasie I wojny światowej pułk walczył na froncie rosyjskim. W czasie operacji gorlickiej w maju 1915 roku pułk poniósł bardzo duże straty w walkach w okolicach Dąbrowy Tarnowskiej i Radgoszczy. Żołnierze pułku są pochowani m.in. na cmentarzach: Cmentarz wojenny nr 244 – Narożniki, Cmentarz wojenny nr 245 – Radgoszcz-Zadębie, Cmentarz wojenny nr 248 - Dąbrowa Tarnowska, Cmentarz wojenny nr 252 – Otfinów oraz na Lubelszczyźnie na cmentarzu w Prawnie, w województwie świętokrzyskim – w Gołoszycach.

## Żołnierze
Komendanci pułku
- płk Joseph Schilhawsky von Bahnbrück (od 1883[2])
- płk Carl Rabel (1889-1890[5])
- płk Thomas Reymann (1890–1895 → komendant 29 Brygady Piechoty[16])
- płk Alfred von Matt (1895[17]–1897 → komendant 59 Brygady Piechoty[18])
- płk Arthur Heinrich Sprecher von Bernegg (1897[8]–1901 → komendant 28 Dywizji Piechoty[19])
- płk Edmund Horbaczewski (1901[20]-1905 → komendant 89 Brygady Piechoty Obrony Krajowej[21])
- płk Paul Kestřanek (1905[22]-1910 → komendant 98 Brygady Piechoty[23])
- płk Felizian Krasel (1910[24]-1914[1])
- płk Otto Herzmansky (1914)

Oficerowie
- płk Alfred von Englisch-Popparich
- ppłk Alfred Redl – komendant 4. batalionu (1911–1912)
- kpt. Karl Maria Wiligut (1884–1903)
- por. Józef Aszkenazy
- por. Alfred Šamánek (1892–1914)